# Mawindi
Mawindi ist ein Bezirk (Ward) des Distriktes Mbarali in der tansanischen Region Mbeya.

## Geografie
Mawindi liegt im Südwesten von Tansania, er grenzt an die Bezirke Rujewa, Igava und Ipwani. Die Fläche des Bezirks beträgt 273,4 Quadratkilometer, bei der Volkszählung 2022 wohnten 15.287 Menschen in 3886 Haushalten.

## Gliederung
Der Bezirk besteht aus fünf Gemeinden (Mtaa) mit 34 Orten (Kitongoji):
| Itipingi - Itipingi A - Itipingi B - Majengo A - Majengo B - Nyamatwiga - Mjoja - Mahango | Kangaga - Chang'ombe - Mkondo - Imalaya - Angola - Nyamahelela - Bimbi - Majombe - Tambukaleli - Mjimwema - Uswahilini | Manienga - Chabegenja - Mabanda A - Mabanda B - Darajani - Mabambila - Makondo A - Makondo B - Kanisani | Mkandami - Mkandami A - Mkandami B - Nyakasima - Nyalundung'u | Isunura - Nyangasada - Uzunguni - Luvalande - Lupululu - Kati |

## Wirtschaft und Infrastruktur
- Landwirtschaft: Das Land wird von rund 3000 Landwirten bearbeitet. Diese bauen Reis, Mais, Hirse, Wassermelone, Sonnenblumen, Erdnüsse, Zuckerrohr, Nüsse und Hülsenfrüchte an. Von etwa 500 Bauern werden Nutztiere gehalten, überwiegend Rinder und Ziegen.[3]
- Bildung: Die staatliche weiterführende Schule in Mawindi wurde 2004 eröffnet und bietet Plätze für Tages- und Heimschüler an.[7] Außerdem gibt es fünf Grundschulen in Mawindi, Manienga, Mkandami A, Kangaga und in Isnura.[3]
- Gesundheit: Seit 19986 bietet das Gesundheitszentrum in Mawindi ambulante Dienste wie Malaria-Diagnose und -Erstbehandlung, HIV-Pflege und -Behandlung sowie Mutter-Kind-Pflege an.[8]